# Lepidostoma prominens
Lepidostoma prominens är en nattsländeart som först beskrevs av Banks 1930.  Lepidostoma prominens ingår i släktet Lepidostoma och familjen kantrörsnattsländor. Inga underarter finns listade i Catalogue of Life.